# Wereldkampioenschappen schaatsen afstanden 2019 - 5000 meter mannen
De 5000 meter mannen op de wereldkampioenschappen schaatsen afstanden 2019 werd gereden op donderdag 7 februari 2019 in het ijsstadion Max Aicher Arena in Inzell, Duitsland.
Na vijf wereldtitels op rij over 5000m werd Nederlander Sven Kramer in Inzell slechts derde. Sverre Lunde Pedersen won de 5000m in een baanrecord van 6.07,16 en werd de eerste Noorse wereldkampioen op deze afstand. Het was voor het eerst sinds 2005 dat Nederland de 5000m voor mannen niet won.

## Uitslag
| #      | Schaatser             | Tijd       |
| ------ | --------------------- | ---------- |
| Goud   | Sverre Lunde Pedersen | 6.07,16 BR |
| Zilver | Patrick Roest         | 6.11,70    |
| Brons  | Sven Kramer           | 6.12,53    |
| 4      | Alexander Rumyantsev  | 6.13,75    |
| 5      | Ted-Jan Bloemen       | 6.13,79    |
| 6      | Patrick Beckert       | 6.15,76    |
| 7      | Sergej Trofimov       | 6.16,10    |
| 8      | Danila Semerikov      | 6.16,59    |
| 9      | Jordan Belchos        | 6.18,06    |
| 10     | Peter Michael         | 6.19,35    |
| 11     | Davide Ghiotto        | 6.19,47    |
| 12     | Jorrit Bergsma        | 6.20,29    |
| 13     | Andrea Giovannini     | 6.21,17    |
| 14     | Graeme Fish           | 6.23,37    |
| 15     | Bart Swings           | 6.23,58    |
| 16     | Håvard Bøkko          | 6.23,80    |
| 17     | Michele Malfatti      | 6.25,02    |
| 18     | Vital Michajlaw       | 6.26,50    |
| 19     | Ryosuke Tsuchiya      | 6.29,28    |
| 20     | Takahiro Ito          | 6.31,92    |

1996 · 
1997 · 
1998 · 
1999 · 
2000 · 
2001 · 
2003 · 
2004 · 
2005 · 
2007 · 
2008 · 
2009 · 
2011 · 
2012 · 
2013 · 
2015 · 
2016 · 
2017 · 
2019 ·
2020 ·
2021 ·
2023 ·
2024 ·
2025